# Peter Fritz (Journalist)
Hans Peter Fritz (Peter Fritz; * 19. Juni 1961 in Villach, Kärnten) ist ein österreichischer Fernsehjournalist beim ORF.

## Leben und Karriere
Peter Fritz besuchte das Zweite Bundesgymnasium in Klagenfurt und machte die Matura im Jahr 1979. Vom Herbst 1980 an studierte er an der Universität Wien Germanistik und Geschichte. Seine Dissertation schrieb er bei Wendelin Schmidt-Dengler. Während des Studiums war er Mitarbeiter in der Klagenfurter Redaktion der Tageszeitung „Kleine Zeitung“, ab 1982 auch im Landesstudio Kärnten des ORF. Von 1985 bis 1986 war er freier Mitarbeiter (Nachrichtenredakteur) bei Radio Österreich International, dem (mittlerweile weitgehend eingestellten) Auslandsdienst des ORF.
Zuerst war er beginnend 1987 Redakteur in der Inlandsredaktion des Aktuellen Dienstes des ORF. Im Jahr 1990 wechselte er in die Auslandsredaktion. Schon zuvor war er im Auslandseinsatz als Sonderkorrespondent beim Fall der Berliner Mauer im November 1989. Anfang 1991, während des Golfkriegs, war Peter Fritz als ORF-Sonderkorrespondent in Israel eingesetzt.
Von 1991 bis 1992 war er Auslandskorrespondent im ORF-Büro Bonn, anschließend ein Jahr lang beim ORF in Washington, D.C. Danach Redakteur und Chef vom Dienst der Zeit im Bild 1 in Wien. Im Jänner 1998 ging er wieder nach Washington, im August 2001 übernahm er die Leitung des ORF-Büros Washington. Wichtigste Themen während dieser Zeit waren die Lewinsky-Affäre um Präsident Bill Clinton, die umstrittene US-Präsidentenwahl 2000 und die Terroranschläge vom 11. September 2001.
Im August 2003 kehrte Peter Fritz nach Wien zurück und übernahm die Funktion des Ressortleiters „Ausland“ in der „Zeit im Bild“-Redaktion des ORF.
Ab Juni 2007 war Peter Fritz wieder als Korrespondent für Radio und Fernsehen tätig. Er war bis Ende Februar 2015 Leiter des ORF-Büros in Berlin. Seit März 2015 ist er Büroleiter des ORF in Brüssel. In dieser Funktion hielt er sich während der Plenartagung des Europäischen Parlaments im Dezember 2018 in Straßburg auf und wurde Augenzeuge des Anschlags auf dem Weihnachtsmarkt, wo er vergeblich versuchte, einem der Opfer das Leben zu retten.
Im Mai 2021 kehrte Peter Fritz in die Chefredaktion der „Zeit im Bild“ des ORF in Wien zurück und wurde im Juni mit dem Aufbau und der provisorischen Leitung des künftigen multimedialen Newsdesks im neu entstehenden Newsroom des ORF-Zentrums betraut. Nach der definitiven Besetzung des Newsdesks fungiert Peter Fritz wieder vorwiegend als Analyst, Reisekorrespondent und Diskussionsleiter in den Informationsprogrammen von ORF 2 und ORF III. Am 30. Juni 2025 wurde er in der ZIB 1 in den Ruhestand verabschiedet. Künftig werde er sich aber noch der Berichterstattung in ORF III widmen.
Peter Fritz ist mit der Radiojournalistin Bea Sommersguter verheiratet und Vater von zwei Kindern.

## Ehrung
Fritz erhielt im März 2023 den (ersten) Hugo-Portisch-Preis zugesprochen.

## Publikationen
- Buchstadt und Buchkrise. Verlagswesen und Literatur in Österreich 1945 bis 1955. Dissertation, Universität Wien 1989.
- Der ratlose Riese. Deutschland 20 Jahre nach der Wende. Verlag Ueberreuter, Wien 2009, ISBN 978-3-8000-7436-5.
- Politik der Angst. 9/11 und die Folgen. Residenz Verlag, St. Pölten 2011, ISBN 978-3-7017-3230-2.
- Die Kaiserin von Europa. In: Roland Adrowitzer (Hg): Mit eigenen Augen. ORF-Korrespondenten berichten. Styria Premium, Wien 2012, S. 117–129, ISBN 978-3-222-13379-4.
- Peter Fritz, Christian Lininger, Birgit Schwarz, Hannelore Veit: Aus dem Gleichgewicht. Droht ein neuer Kalter Krieg? Styria Premium, Wien 2015, ISBN 978-3-222-13515-6.
- Peter Fritz und Hannelore Veit: Zeit des Zweifels. Die USA und Europa 20 Jahre nach 9/11. Kremayr & Scheriau, Wien 2021, ISBN 978-3-218-01294-2.